# Scipopus lateralis
Scipopus lateralis är en tvåvingeart som beskrevs av Willi Hennig 1934. Scipopus lateralis ingår i släktet Scipopus och familjen skridflugor.
Artens utbredningsområde är Ecuador. Inga underarter finns listade i Catalogue of Life.